# Diadiplosis multifila
Diadiplosis multifila är en tvåvingeart som först beskrevs av Ephraim Porter Felt 1907.  Diadiplosis multifila ingår i släktet Diadiplosis och familjen gallmyggor. Inga underarter finns listade i Catalogue of Life.